# パフ (曲)
「パフ」（原題： Puff, the Magic Dragon）は、アメリカ合衆国のフォークソング・グループのピーター・ポール&マリーの楽曲。日本では童謡として親しまれている。

## 概要
「パフ」の歌詞は1959年、レニー・リプトン (Lenny Lipton) が19歳の時、オグデン・ナッシュ (Ogden Nash) の詩 "Custard the Dragon" の一節 "Really-O, Truly-O, little pet dragon." に影響されて作った。学友のピーター・ヤローが歌詞を加えて作曲し、1961年からピーター・ポール&マリーの曲として演奏されるようになった。その後、1963年2月にシングルとして発表され、大ヒットした。
歌詞は、不老のドラゴン「パフ」と少年ジャッキー・ペーパーとの交流と別れを描いている。舞台はおとぎの国 Honah Lee の海。パフの名前はドラゴンの不思議な鳴き声に由来している。
一説では少年ジャッキー・ペーパーがパフの前に現れなくなったのはジャッキーがベトナム戦争に行き戦死したためだと解釈されており、 この解釈によりこの曲は反戦歌だと受け取られている。アメリカではドラッグ・ソングと曲解され、ヒッピーの聖歌になっているとの噂が流れ、マリファナ所持に極刑を科しているシンガポールなどで放送禁止になった。
しかし、作詞者はこれを強く否定し、ステージ上でも観客に無関係をアピールし続けている。1985年10月9日にアメリカ合衆国テネシー州のナッシュビルで行なわれたコンサート『Peter, Paul and Mary 25th Anniversary concert 』では、ピーター・ヤロー自らが「歌詞の解釈に誤解があるようだが、他意はなく、子どもの成長の歌だ」という内容のコメントをしている。
1978年、アメリカ合衆国では、この曲を題材にとった短編アニメ「"Puff the Magic Dragon"」がテレビ放映されている。パフの声はバージェス・メレディスがあてた。1979年と1982年には続編が放映されている。
"Puff the Magic Dragon" はベトナム戦争においてAC-47攻撃機を指す米軍スラングにもなっている。

## 日本において
「パフ」は1973年以後、何度か音楽教科書に掲載され、また幼児向け番組で放映されるなど子供向けの切ない曲としての印象が強いが、この曲をフォークソングとして知った世代にはベトナム戦争に関わる反戦歌と受け取られていることも多い。
日本語詞は複数存在し、日本の音楽教科書には片岡輝、中山知子、野上彰、比良九郎、芙龍明子による日本語詞のものが掲載されている。
NHK『おかあさんといっしょ』では野上彰の日本語詞のものが使用された。
1990年代の日産・サニー（7代目・B13型系）やNECのPC-9800シリーズのCMでインストゥルメンタルとして使用された。また、英語詞版の曲がTBSテレビ・BS-TBS『時事放談〜ワイドショー政治を叱る』のエンディングテーマとして使用された。

### カバー
- 國府田マリ子が親友でラジオパーソナリティーの南かおりとオリジナルの英語詞をハワイアンアレンジでカバーしている（『國府田マリ子・南かおりのSha-La-La〜ふたり〜』1998年8月21日、KONAMI/KING RECORDS KICA-7889 に収録）。バックのウクレレ演奏は高木ブーが担当した。
- ピンク・マルティーニが由紀さおりと共演して世界的にヒットしたアルバム『1969』（2011年10月12日、EMIミュージック・ジャパン TOCT-27098）にも、由紀が一部を野上彰の日本語詞・一部を英語詞で歌う同曲が収録されている。
- 中村八大の編曲・指揮で、ブラス入りの「ニュー・サウンズ・オーケストラ」によりインストゥルメンタル演奏されたアメリカン・フォーク・ソング曲集に、12曲中の1曲として収録されている。（アルバム『中村八大のフォーク・アルバム“ドンナ・ドンナ”』1967年3月、テイチク、SL-1199[8]）

## 絵本
2007年、本曲を題材にしたCD付き絵本『魔法のドラゴン パフ』（原題： Puff, the Magic Dragon）（作：ピーター・ヤロー/レニー・リプトン、絵：エリック・ピゥィーバーレイ、出版：Sterling Publishing ISBN 978-1402747823）が出版され、100万部を売り上げた。日本語訳はさだまさしの翻訳により武田ランダムハウスジャパンから出版された（2008年、ISBN 978-4270002681）。 